# قوام‌آباد (چترود)
قوام‌آباد، روستایی است از توابع بخش چترود شهرستان کرمان در استان کرمان ایران.

## جمعیت
این روستا در دهستان کویرات قرار داشته و براساس آخرین سرشماری مرکز آمار ایران که در سال ۱۳۸۵ صورت گرفته، جمعیت آن ۸۸۳نفر ( ۲۰۱خانوار) بوده‌است.